# Liste des familles françaises anoblies et/ou titrées au XIXe siècle
Cette liste regroupe les familles - dont certaines sont toujours représentées - qui furent anoblies et/ou titrées, ou encore maintenues, confirmées, reconnues nobles, au XIXe siècle.
Elle traite dans cet ensemble les familles dont un ou plusieurs membres reçurent un ou des titres héréditaires au cours de ce siècle, même sans anoblissement. La situation de ces derniers ne fait pas l’objet d’un consensus, certains auteurs les classant parmi la noblesse, d’autres non du fait de l’absence d’anoblissement. En effet, Napoléon Ier n’a jamais anobli mais a distribué des titres à caractère honorifique. Quant aux rois Louis XVIII et Charles X, il y eut des octrois de titres quelques rares fois avec anoblissement (dans ce cas le titre de noble avec l'autorisation de se qualifier écuyer était octroyé en même temps que le titre, cette noblesse se transmettant immédiatement à tous les enfants et non de mâle en mâle par ordre de primogéniture), mais le plus souvent sans anoblissement.

## Repères historiques
Les nobiliaires contemporains considèrent ces familles comme appartenant à la noblesse française. Il n'y a toutefois pas consensus entre les auteurs sur cette appréciation, hormis envers les familles ayant été anoblies (et non simplement titrées) à l'époque de la Restauration (1814-1815 et 1815-1830).
Les personnes ayant reçu un titre sous le Ier Empire, sont considérées par la charte de 1814 et la charte de 1830 comme formant la « Nouvelle Noblesse » : « la noblesse ancienne reprend ses titres, la nouvelle conserve les siens. Le roi fait des nobles à volonté ; mais il ne leur accorde que des rangs et des honneurs, sans aucune exemption des charges et des devoirs de la société »,. Il est important de souligner qu'à ce sujet l'empereur Napoléon Ier n'a accordé que des titres (ce que l'historiographie contemporaine désigne comme la noblesse d'Empire) et non la noblesse (qui avait été abolie le 23 juin 1790). Quant à ceux accordés par les rois Louis XVIII, Charles X, Louis-Philippe Ier, et par l'empereur Napoléon III, dernier souverain français, des auteurs considèrent que parmi ceux-ci il y en eut qui furent sans noblesse attachée et qui ainsi ne doivent pas être confondus avec la noblesse. Pour ces auteurs, durant ce siècle, il y eut une claire distinction entre la noblesse — qui a pu s'acquérir par anoblissement, uniquement sous la Restauration, et bénéficiant à toute la famille concernée — et l'octroi d'un titre, ce dernier n'étant porté que par une seule personne par génération, le titulaire, et, après lui, par ses descendants mâles en ordre de primogéniture,.
Philippe du Puy de Clinchamps écrit : « Délaissant les titres de fonction de l'Empire, Louis XVIII rétablissait l'anoblissement sans que celui-ci soit obligatoirement lié à l'octroi d'un titre. C'était revenir à la coutume ancienne qui faisait deux choses totalement différentes de la qualité noble et du titre de dignité. La jurisprudence de ces lettres de noblesse reprenait celle de la vieille monarchie par l'intermédiaire de la commission du Sceau reconduite par le roi : lettres patentes, règlement d'armoiries, enregistrement des lettres et finance pour les droits de chancellerie ».
Ne sont indiqués dans cette liste que les titres dits « authentiques », c'est-à-dire les titres héréditaires fondés sur un acte officiel de création ou de reconnaissance d'un souverain français, et régulièrement transmis à partir du premier titulaire jusqu'à nos jours selon leurs règles particulières de dévolution. En 2007, Régis Valette recensait 486 titres subsistants du XIXe siècle.
Du temps où la noblesse existe au cours de ce siècle, Philippe du Puy de Clinchamps écrit qu'elle est une noblesse décorative, elle ne comporte ni devoirs, ni droits, ni privilèges : « sans aucune exemption des charges et devoirs de la société ».
Alain Texier, prenant en compte la société sous le règne du roi Louis XVIII, qualifie la situation faite alors aux nobles « d'ordre purement fictif » (la société n'est plus divisée en ordres).
Enfin la date d'abolition de la noblesse en tant qu'ordre, ou corps légal et juridique, n'est pas non plus consensuelle, des auteurs la placent en 1848, d'autres en 1870.

## Liste alphabétique des familles
- Haut – A
- B
- C
- D
- E
- F
- G
- H
- I
- J
- K
- L
- M
- N
- O
- P
- Q
- R
- S
- T
- U
- V
- W
- X
- Y
- Z

### A
- Aboville (d'), (maintenue noble en 1666), Empire, baron en 1808 confirmé en 1815.
- Alefsen de Boisredon[13], (charge inachevée au XVIIIe siècle), Restauration, baron 1822, Danemark, Bordelais.
- Allemagne (d') olim Dallemagne[14], Empire, baron en 1813 pour la branche de Bugey.
- Alton (d')[15], Empire, baron en 1809, comte en 1860, Irlande, Ile-de-France[16].
- Ameil[17], Empire, baron en 1810[18], Cusset en Bourbonnais.
- Angleys[19], baron en 1842 par le roi de Sardaigne, Savoie[20].
- Arminjon, anoblissement 1835 ou 1842 selon Valette, Savoie.
- Arnous-Rivière, Restauration, baron en 1828, Bretagne[21] (famille éteinte en ligne masculine).
- Asselin de Williencourt[22], chevalier d'Empire en 1810, confirmé en 1863 par Napoléon III[23], Artois.
- Astier de la Vigerie (d')[24], monarchie de Juillet, baron en 1840 (reprise d'un titre de 1825[réf. nécessaire]), Vivarais.
- Aubriot de La Palme[25],[26], comte en 1839, Savoie.
- Auvray[27], Empire, baron en 1810, Perche puis Aunis et Touraine.
- Avout (d'), famille de noblesse d'Ancien Régime titrée sous le Premier Empire, prince, duc, baron, Bourgogne
- Aymé de La Chevrelière[28], Empire, baron en 1811, Melle en Poitou.

### B
- Bacot de Romand, Restauration, baron par ordonnance du 16 mai 1816, Touraine (une branche demeurée non noble subsiste).
- Balland[29], Empire, baron en 1810, Dijon (famille éteinte en ligne masculine). Titre relevé de leur propre chef par les Guillibert.
- Barbier d'Aucourt[30], Restauration, anobli en 1819, Ile-de-France (famille éteinte en ligne masculine).
- Barbier du Doré[31] (charge inachevée au XVIIIe siècle), Restauration, anobli en 1819, Nantes[32].
- Barbier Lalobe de Felcourt[33] (olim Barbier de Lalobe de Felcourt) (président trésorier général de France en Champagne 1741-1765 et 1765-1790), Restauration, maintenues de noblesse en 1816 et 1829, Champagne.
- Barrès (de)[34], Restauration, vicomte héréditaire par lettres patentes du 4 novembre 1815[35],[36], Vivarais (famille éteinte en ligne masculine au XXe siècle)[37].
- Barthélémy de Saizieu[38], Empire, baron en 1811, Aubagne en Provence.
- Bastier de Bez de Villars[39] (charge inachevée au XVIIIe siècle), Restauration, baron en 1825, Gard (Le Vigan)[40].
- Baude[41], Empire, baron en 1810[42], Valence en Dauphiné (famille éteinte en ligne masculine).
- Baudelet de Livois[43] (charge inachevée au XVIIIe siècle), Restauration, baron en 1829, Artois
- Beaud de Brive[44], Restauration, anobli en 1816, Velay (Le Puy).
- Beausacq (de)[45], Restauration, anobli en 1819, Picardie (Amiens).
- Béchade (de)[46], Restauration, anobli en 1825, Bordeaux.
- Bégoüen[47], Second Empire, comte en 1861, Le Havre et Bordeaux.
- Behaghel, Restauration, anobli en 1822, Flandres (anoblissement seulement pour deux rameaux appartenant à la branche aînée)[48].
- Belenet (de) (anobli par office de secrétaire du roi en 1759), confirmation de noblesse en 1826
- Belin de Chantemele[49], Restauration, anobli en 1824, Maine.
- Bellomayre (de)[50], Restauration, anobli en 1829, Languedoc.
- Berge[51], chevalier d'Empire en 1810, baron en 1816, Languedoc, Roussillon.
- Bernard de Dompsure, Restauration, anobli en 1816, Franche-Comté.
- Bernard-Dutreil[52], Restauration, anobli en 1814, Maine[53].
- Bernard de Saint-Affrique[54], Restauration, anobli en 1819, Valleraugue dans les Cévennes, puis Saint-Affrique en Rouergue[53].
- Bernardi de Valernes (de)[55], Restauration, anobli en 1815, Avignon en Comtat Venaissin.
- Bernon (de)[56] (charge inachevée au XVIIIe siècle), Restauration, baron en 1818, Dauphiné[57].
- Berthier (anoblie en 1763), Empire et Restauration, titres de prince (1809), comte et baron (1809 et 1811), duc (1817) éteints, vicomte (1821) subsistant, Champagne et Bourgogne.
- Bessières, Empire, duc d'Istrie (1809), Quercy
- Blanc de La Nautte d'Hauterive, Restauration, comte en 1822 et 1828 (sur réversion), Dauphiné (Gap)[58].
- Blondin de Saint-Hilaire[59] (charge inachevée au XVIIIe siècle), Restauration, anobli en 1817, Picardie (Abbeville).
- Bocquillon Liger-Belair[60], Restauration, comte (sur réversion) en 1825, Bourgogne.
- Bodard de la Jacopière (de)[61],[62], Restauration, anobli en 1821, Anjou.
- Bonaparte, ou Napoléon, empereur des français (1804-1814), Corse (noblesse corse)
- Bonnet de Viller (de)[63], chevalier d'Empire 1810, Normandie.
- Bottée de Toulmon[64], Restauration, chevalier en 1815, Hainaut.
- Bouët-Willaumez[65], Monarchie de Juillet, comte en 1845 (sur réversion), Bretagne[66].
- Boulay de La Meurthe[67], comte d'Empire par L.P. du 26 avril 1808, Lorraine.
- Bourayne (de)[68], baron d'Empire 2 mai 1811, confirmé le 25 novembre 1814 par Louis XVIII, Beauce, Bretagne (Finistère).
- Bourdieu (du) (alias Dubourdieu)[69], Second Empire, baron par L.P. du 2 juillet 1864, Vitré en Bretagne.
- Bourgnon de Layre[70], chevalier d'Empire en 1811, baron en 1815, Poitou[71].
- Bourqueney (de)[72], Empire, baron en 1838, comte en 1859, Franche-Comté[73].
- Bouteiller (de)[74], chevalier d'Empire en 1811, confirmé en 1816, Picardie.
- Bouteville (de)[75], Restauration, baron en 1824, Picardie.
- Bouthillon de La Serve[76], Restauration, anobli en 1819, baron en 1820, Bourgogne.
- Boyer de Rebeval[77], Empire, baron en 1809, Lorraine.
- Boyer du Montcel[78], Empire, baron en 1812 (non confirmé par G. Chaix d'Est-Ange), Champagne.
- Bray (de)[79], Restauration, baron en 1827, Picardie (Amiens).
- Bresson (de), Second Empire, comte en 1865 (sur réversion d'un titre de 1838)[80],[81], Lorraine.
- Briant de Laubrière[82], Restauration, anobli par L.P. du 28 décembre 1816, Bretagne (Finistère)[83].
- Bricogne[84], Restauration, anobli en 1814, Île-de-France[85].
- Brincard[86], chevalier d'Empire 1810, baron héréditaire 1818, baron en 1866 (sur réversion), Île-de-France.
- Briot de La Crochais et de La Mallerie[87], Restauration, anobli en 1823, Bretagne[88]
- Brindejonc de Bermingham de Tréglodé[89], Restauration, maintenue 1818, Bretagne.
- Brisoult (de)[90], Restauration, anobli en 1817, Île-de-France.
- Brossard de Corbigny-Fontenay[91], monarchie de Juillet, L.P. du 30 octobre 1830 du roi Louis-Philippe accordant le titre de baron avec majorat et règlement d'armoiries, Pithiviers en Orléanais[92].
- Brugière de Barante[93], Empire, baron en 1810, Auvergne.
- Buchet (de)[94], Restauration, anobli en 1825, Franche-Comté (Gy)[95].
- Buirette de Verrières[96], Restauration, anobli en 1819, Champagne. (famille éteinte en ligne masculine).
- Buxeuil de Roujoux (de) (olim Roujou), baron d'Empire 1810, Bretagne

### C
- Cadoudal (de)[97], Restauration, anobli en 1815, Bretagne
- Cahouët (de)[98], Restauration, anobli en 1817, Anjou[99].
- Caffarelli (de)[100], comte d'Empire 1810, pair de France en 1815, Languedoc[101].
- Calbiac (de)[102], (maintenue en la noblesse 1778 par la Cour des aides de Bordeaux), confirmation de noblesse par lettres patentes de Louis XVIII en 1817
- Capitant de Villebonne[103], Restauration, anobli en 1816, Orléanais.
- Caron de Fromentel[104], chevalier d'Empire héréditaire par L.P. du 10 janvier 1813[105], confirmé chevalier héréditaire par L.P. du 22 juin 1816, Samer en Boulonnais[106].
- Carrelet, Second Empire, comte en 1866, Dijon, Bourbonnais[107].
- Carron de La Carrière[108], Restauration, anobli en 1815, Bretagne[109].
- Cassin (de)[110], Restauration, baron héréditaire par L.P. du 18 mai 1825[111], Angers en Anjou[112].
- Castex (de)[113], Empire, baron en 1808, vicomte en 1822, Gers, Paris (éteinte en ligne masculine).
- Cathelineau (de)[114], Restauration, anobli en 1817, Vendée
- Chapelain de Séréville[115], Restauration, baron en 1819, Orléanais.
- Chasseloup-Laubat (de), comte de l'Empire 1808, marquis pair de France héréditaire sans majorat 1817, Saintonge
- Chaudruc de Crazannes[116], (charge graduelle inachevée XVIIIe siècle), baron d'Empire 1813, Saintonge.
- Chesne (du), Restauration, anobli en 1816, Orléanais.
- Chodron de Courcel[117], Second Empire, baron en 1867 pour la branche d'Alphonse Chodron de Courcel, Lorraine (Toul).
- Cholet (de)[118], (charge inachevée au XVIIIe siècle), comte d'Empire 1808 (confirmé en 1817), pair de France 1815, comte-pair héréditaire 1824, Guyenne (Bordeaux).
- Clauzel[119], Empire, baron en 1810, comte en 1813, confirmé en 1814, Ariège.
- Cochon de Lapparent[120], chevalier d'Empire 1808, comte en 1809, Poitou.
- Coffinhal-Dunoyer de Noirmont, Empire, baron en 1811, Auvergne.
- Cointet de Fillain (de)[121], Second Empire, baron en 1866, Alsace.
- Collin de Sussy, Empire, comte d'Empire par lettres patentes du 16 avril 1808, Restauration, baron par ordonnance du 5 mars 1819, Champagne.
- Cools (de)[122], Restauration, anobli en 1822, Guadeloupe.
- Cornet d'Hunval[123], Restauration, anobli en 1816, Picardie.
- Cornois (de)[124], baron d'Empire en 1810, Île-de-France.
- Costé de Bagneaux[125], Restauration, anobli en 1819, Orléanais.
- Cretté de Palluel[126], (charge inachevée au XVIIIe siècle), Restauration, anobli en 1817, baron en 1827, Île-de-France.
- Curial de Brévannes[127], Empire, baron 1808, comte 1817, Savoie[128].

### D
- Decazes[129], Restauration, comte 1816, duc de Glücksberg 1818, duc Decazes 1820 pour la branche d'Élie Decazes, Guyenne.
- Decouz[130], Empire, baron par L.P. du 27 novembre 1808[131],[132], Annecy en Savoie[133].
- Dein[134], Empire, baron en 1811, confirmé en 1822, Bretagne[135].
- Delamalle[136], chevalier d'Empire 1811, confirmé en 1816, vicomte en 1830, Paris.
- Delolm de Lalaubie[137], Restauration, anobli en 1816, Auvergne[138].
- Demarçay[139], Empire, baron en 1808, Poitou. (famille éteinte en ligne masculine)
- Descantons de Montblanc[140], monarchie de Juillet, comte en 1841, Paris.
- Despine ou d'Espine[141], baron en 1782 (sans descendance), transféré par adoption (1794) et par autorisation royale (patentes royales de 1841), Savoie, Suisse.
- Desrousseaux de Medrano et - de Vandières[142], Restauration, anobli en 1815, Champagne (Sedan).
- Detours, Empire, baron en 1811, confirmé en 1817, Quercy (Moissac).
- Devaulx de Chambord[143], Restauration, anobli en 1815, Bourbonnais.
- Dianous de La Perrotine (de), Empire, baron en 1811, Provence
- Dieuleveult (de)[144], Restauration, anobli le 23 mai 1816[145],[146], Carhaix puis Tréguier en Bretagne.
- Doquin de Saint-Preux[147], Restauration, anobli en 1816, Champagne[148].
- Dubois de La Cotardière[149], Restauration, anobli en 1817, Normandie[150].
- Dubois de La Patellière[151], Restauration, anobli en 1817, Bretagne[152].
- Dubuard, olim Marin-Dubuard, Empire, baron en 1811, Île-de-France, Second Empire, baron en 1864[153].
- Ducasse, olim du Casse, Restauration, baron en 1819 (famille éteinte en ligne masculine en 1922)[154].
- Duchaussoy Delcambre de Champvert[155], Second Empire, baron en 1864, Paris.
- Dugas de La Catonnière[156], Restauration, baron en 1816, Forez.
- Duhesme, Empire, comte en 1814, Bourgogne (la branche titrée est éteinte)
- Dulong de Rosnay[157], Empire, baron en 1813, comte en 1827, Champagne[158].
- Dunoyer de Noirmont (olim Coffinhal)[159], secrétaire du roi 1786, chevalier d'Empire 1808, baron 1811 confirmé par Louis XVIII en 1816, Auvergne.
- Duprat[160],[161], Empire, baron en 1812, créé baron héréditaire par lettres patentes du 2 avril 1822.
- Durand et - de Fontmagne[162], Restauration, baron en 1816, Roussillon
- Durant de Mareuil[163], Empire, baron en 1809, Champagne.
- Durant de Saint-André, monarchie de Juillet, baron en 1847, Champagne
- Durival (olim Luton), Empire, chevalier en 1810, confirmé en 1817, anobli en 1827, Calvados, Lorraine[164],[165].
- Duval de Fraville[166], Empire, baron en 1820, Champagne.

### E
- Eblé[167], (olim Billebaut), Second Empire, comte en 1867, Lorraine.
- Espous (d')[168], Restauration, chevalier par L.P. du 3 mai 1828[169], Languedoc
- Estève, Empire, comte[170] ou baron en 1809[171], Languedoc.
- Evain et Evain-Pavée de Vendeuvre, monarchie de Juillet, baron en 1845 (sur réversion d'un titre d'Empire), Anjou.

### F
- Fabre de Roussac[172], Empire 1809, baron en 1810, baron héréditaire en 1816, Languedoc.
- Fabry (de)[173],[174], Empire 1810, baron en 1811, Rians puis Brignoles en Provence[175]
- Fain[176], Empire, baron en 1809, Paris, Île-de-France.
- Fernex de Mongex, comte par L.P. du roi de Sardaigne le 19 mars 1824, Mégevette en Savoie[177],[178]
- Flury-Hérard[179], chevalier d'Empire en 1811, confirmé en 1814 et 1866, Versailles[180].
- Forestier (de)[181], Restauration, vicomte en 1822, Genève, Île-de-France
- Foäche, (secrétaire du roi 1776), Restauration, baron en 1823, Normandie[182].
- Fouché, Empire, comte en 1808, duc d'Otrante en 1809, Le Pellerin, Bretagne, représentée uniquement en Suède[183].
- Foy[184], Empire, baron en 1810, comte en 1815, Picardie (famille éteinte en ligne masculine).
- Frachon[185], chevalier d'Empire par lettres patentes du 01/01/1813, confirmées par lettres patentes royales du 25/11/1814, Vivarais (Annonay).
- Froment (de)[186], Restauration, baron héréditaire le 4 novembre 1815[187],[188],[189], portait des qualifications nobiliaires au XVIIIe siècle[190] mais absence de maintenue en la noblesse et de présence aux assemblées de la noblesse de la Marche en 1789[191], Marche, Bourbonnais[192]. (sans noblesse attachée)

### G
- Gardane (de)[193], comte d'Empire le 28 août 1809, Marseille en Provence.
- Garempel de Bressieux (de), Empire, baron en 1810, Dauphiné.
- Garnier de Labareyre[194], Restauration, baron par lettres patentes du 16 janvier 1818, Languedoc.
- Gaujal (de), (famille anoblie au XVIIIe siècle), Restauration, baron à titre héréditaire en 1822.
- Gaultier de La Ferrière, chevalier d'Empire en 1810, confirmé à la troisième génération par décret impérial du 6 mai 1862, Touraine (Loches)[195].
- Gay de Vernon, chevalier d'Empire en 1810, baron en 1811, Limousin. (filiation à confirmer)
- Geffrier (de), Restauration, anobli en 1820, Orléanais.
- Genet de Chatenay, Restauration, anobli en 1823, Picardie.
- Gentil-Baichis (de), Restauration, anobli en 1823, Languedoc.
- Georgette du Buisson de La Boulaye, Restauration, vicomte héréditaire par L.P. du 8 janvier 1820[196], Coutances en Normandie.
- Ghaisne de Bourmont (de), (lettres de confirmation en 1698 non enregistrées)[197], Restauration, baron en 1828, Anjou[198].
- Gilbert de Gourville, Restauration, anobli en 1815, Aunis.
- Girod de L'Ain, Empire, baron en 1809, Bourgogne.
- Girot de Langlade, Restauration, baron Girot par L.P. du 30 août 1827 (titre personnel). Monarchie de Juillet, baron de Langlade par L.P. du 23 octobre 1834 sur réversion du titre et des terres du baron Favard de Langlade[199]. Dignité de pair de France en 1845. Château de Langlade, Auvergne.
- Goupil des Pallières, Restauration, anobli en 1820, Ile-de-France.
- Gourgaud et - du Taillis, Empire, baron 1812, Île-de-France.
- Gourlet (de), Restauration, anobli en 1824, Île-de-France.
- Gourlez de La Motte, Empire, baron en 1808, Bretagne[200].
- Goury du Roslan, monarchie de Juillet, baron en 1846, Île-de-France (Brie), Bretagne[201].
- Gouvion Saint-Cyr (de), olim Gouvion, Empire, comte en 1808, marquis en 1817, Lorraine.
- Grateloup (de), Restauration, anobli en 1828, Gascogne.
- Greling (de), Restauration, anobli (confirmé) en 1817, Berne en Suisse, puis Marseille en Provence.
- Gressot (de), Empire, baron en 1809, Suisse, Île-de-France.
- Grivel, Louis-Philippe, baron en 1846, confirmé en 1870, Limousin
- Grouvel, chevalier d'Empire en 1810, baron en 1816, Alsace.
- Guerrier de Dumast, Restauration, baron en 1817, Lorraine.
- Guespereau, Restauration, anobli en 1816, Paris.
- Guillier de Souancé, (charge inachevée au XVIIIe siècle), Restauration, anobli (confirmé) en 1816, maintenue par L.P. du 27 juin 1816, comte en 1865, Nogent-le-Rotrou dans le Perche.

### H
- Hamelin des Essarts, Empire, baron en 1811, Normandie.
- Harty de Pierrebourg, olim Harty de Flekenstein, Empire, baron en 1813, Irlande, Île-de-France.
- Hecquet de Rocquemont, Restauration, anobli en 1818, Picardie (famille éteinte en ligne masculine en 1893)[202].
- Héron de Villefosse, Restauration, anobli en 1830, Paris.
- Hervé du Penhoat, Restauration, anobli en 1815, Bretagne (Finistère)[203].
- Houitte de La Chesnais, Restauration, anobli en 1814, Bretagne (Saint-Malo)[204].
- Hombres (d'), Restauration, anobli en 1814, Languedoc. (éteinte ?)
- Hottinguer, Empire, baron en 1810, Suisse, Paris.
- Houdet, Restauration, anobli le 30 juin 1830[205],[206],[207], Île-de-France (Meaux).
- Houssin de Saint-Laurent, chevalier d'Empire en 1810, baron en 1813, Normandie.
- Hüe, Restauration, baron 1818, Île-de-France
- Hugonneau (d'), Restauration, anobli en 1816, Poitou [208]. (famille éteinte en ligne masculine).
- Hulot (de Mazerny), Empire, baron en 1813[209], Lorraine.
- Hurtrel d'Arboval, Restauration, anobli en 1815, Picardie.
- Hutteau d'Origny, Restauration, anobli en 1815, Beauce, Paris.

### I
- Imbert des Granges, Restauration, anobli en 1817, Dauphiné.

### J
- Jacquinot, Empire, baron en 1808[210], Pagny-sur-Meuse en Lorraine.
- Janzé (de), baron 1809, anobli 1818, comte héréditaire sur constitution de majorat nouveau pour la terre de Kerguehenec avec dissolution de l’ancien majorat du titre de baron le 19 février 1829, Bretagne (subsistance féminine du nom)[211]
- Jourda de Vaux de Foletier (même famille que les Jourda de Vaux de Chabanolle), Restauration[212], deux vicomtes en 1818[212], Gévaudan, Velay[213],[214].
- Jouvenel (de), Restauration, baron par ordonnance du 16 mai 1817, Limousin, Corrèze.
- Joyaut de Couesnongle, Restauration, anobli en 1815, Bretagne[215].

### K
- Kirgener de Planta, Empire, baron en 1808, Suisse, Île-de-France.
- Koenigswarter (de), Second Empire, baron en 1870[216], Koenigswart en Bohême, Fürth bei Nürnberg en Bavière, et Paris en Île-de-France[217].

### L
- Label de Lambel[218], Empire, baron en 1810, comte en 1830, Barrois.
- La Biche (de) et La Biche de Reignefort (de)[219], chevalier d'Empire en 1813, baron en 1826, Limousin.
- La Chaise (de)[220], chevalier d'Empire en 1809, baron en 1810 confirmé en 1816, Bourgogne.
- Lachèze-Murel (de), anoblie en 1815[221], Quercy.
- La Chapelle d'Uxelles (de) et La Chapelle (de)[222], olim Siot, Restauration, vicomte en 1817, baron en 1820, Lyonnais, Bourgogne.
- Lacretelle (de), Restauration, anobli en 1822, Lorraine[223].
- Ladoucette (de), Empire, baron en 1809, Lorraine[224].
- Lafon-Boutary (de), Restauration, anobli en 1822, Quercy.
- La Huppe de Larturière (de)[225], Restauration, chevalier héréditaire en 1819[226], Normandie (Avranches)
- Laigre de Grainville, Restauration, anobli en 1823, Maine.
- Laitre (de)[227], secrétaire du roi 1778-1790 (charge inachevée écrit Régis Valette)[228], baron en 1808, maintenue de noblesse en 1817 comme fils de secrétaire du roi écrit G. Chaix d'Est-Ange, Île-de-France
- Langlois de Rubercy, Restauration, anobli en 1815, Normandie[229].
- Lannes de Montebello, Empire, duc en 1808, Gascogne.
- Laparre de Saint-Sernin (de), Restauration, anobli en 1815, Languedoc (Verdun-sur-Garonne).
- Larminat (de), Second Empire, baron en 1860 (confirmation d'un titre de 1828), Lorraine.
- Launay (de), Restauration, baron héréditaire par L.P. du 24 mars 1847[230], Létra en Lyonnais.
- Le Barrois d'Orgeval[231], Restauration, anobli en 1819, baron en 1820, Normandie.
- Lebel de Sarnez (alias Lebel-Sarnez et de Sarnez-Lebel), Empire, baron le 15 août 1809 confirmé en 1817, Vavincourt-Sarney en Lorraine.
- Le Borgne de Boigne, comte en 1816, Savoie[232].
- Le Clère, Empire 1813, baron en 1816, Limousin (Brive).
- Lecourbe, Second Empire, comte en 1864[233], Franche-Comté.
- Ledesvé d'Heudières, Restauration, anobli en 1815, Normandie.
- Le Febvre, Empire 1813, baron en 1867, Romorantin en Orléanais.
- Legrand de Mercey, Empire, baron en 1808, Bourgogne.
- Le Guay, Empire, baron en 1810, Normandie, Anjou.
- Lejeune, Empire, baron en 1810, Strasbourg en Alsace.
- Le Levreur et Le Levreur Barton, Restauration, anobli en 1815, Normandie, Bretagne[234]
- Le Marchand et - de Guignard de Saint-Priest, Restauration, anoblie en 1815, Le Havre en Normandie.
- Le Marois, Empire, comte en 1808, confirmé en 1808, Normandie. Titre sans anoblissement.
- Le Masson, Restauration, anobli en 1815, Normandie, Champagne.
- Le Menuet de La Jugannière, Empire, baron en 1810, Saint-Lô, Normandie.
- Le Pelley du Manoir, Restauration, comte en 1816, Normandie.
- Lepic, Empire, baron en 1807 puis comte en 1818, confirmé en 1863 par Napoléon III, Languedoc (Montpellier).
- Lépinau (de), chevalier d'Empire en 1810, baron en 1817, Lorraine (Toul).
- L'Epine (de), Empire r.n.f. 1813, baron en 1825, Prouzel en Picardie, Aix-la-Chapelle en Flandre.
- Le Roy de La Tournelle, Restauration, anobli (confirmé) en 1821, baron en 1867, Bresse.
- Ligier de Laprade, Restauration, anobli en 1817, Auvergne.
- Lombard de Buffières de Rambuteau (de), Restauration, baron en 1830, comte en 1863, Rambuteau par adoption de 1911 pour une branche, Lyon[235].
- Loyré d'Arbouville, Restauration, anobli en 1817, Orléanais.(Famille éteinte en ligne masculine).

### M
- Maigret (de), Second Empire, comte en 1861, Lorraine[236].
- Majou de La Débutrie, Restauration, anobli en 1817, Poitou.
- Malafosse (de), Restauration, anobli en 1818, Languedoc.
- Maleprade (de), Restauration, anobli en 1817, Agenais.
- Malet (de), (charge inachevée au XVIIIe siècle), Empire, baron en 1809 (confirmé en 1816), Périgord
- Maleville (de), Empire, baron en 1808, comte en 1810, Périgord[237].
- Malglaive (de), Restauration, anobli en 1815, Lorraine.
- Mallet, Empire, baron 1810 (confirmé baron de Chalmassy en 1815), Normandie.
- Mallet de Chauny, Restauration, anobli en 1815, Artois[238].
- Marin-Dubuard, Empire, baron en 1811.
- Marion, Empire, baron en 1810, Charmes en Lorraine[239].
- Marqué (de), Restauration, anobli en 1818, Languedoc.
- Martin de Baudinière, Restauration, anobli en 1819, Bretagne[240].
- Martin de Lagarde, Empire, baron en 1808, confirmé en 1816, Bas-Languedoc (Lodève).
- Martin du Nord, monarchie de Juillet, comte en 1847[241], Flandre.
- Masséna, Empire, duc de Rivoli en 1808, prince d'Essling en 1810[242], Nice[243].
- Massias et - Jurien de La Gravière, Empire, baron en 1814, Agenais.
- Mathieu de Vienne, (charge inachevée au XVIIIe siècle), Restauration, anobli en 1815, Champagne (Sainte-Menehould).
- Matis, Restauration, chevalier en 1826[244], Lorraine (Thionville).
- Maupas-Oudinot de Reggio, Empire, comte Oudinot et de l'Empire en 1808, duc de Reggio en 1810, Maupas-Oudinot de Reggio par adoption en 1956[245], Bar.
- Maupoint de Vandeul, Empire, baron en 1809, Lille.
- Mauroy (de), Restauration, confirmation de noblesse en 1825, Champagne (Troyes).
- Méneval (de), Empire, baron en 1810, Île-de-France[246].
- Menu de Ménil, Empire, baron en 1813, Flandre.
- Mercier, Empire, baron en 1811, Normandie[247].
- Merode (de), comte d'Empire en 1809, Allemagne, Belgique, France (noblesse belge : extraction chevaleresque 1295, prince du Saint-Empire en Belgique).
- Michaud, baron en 1846, Savoie[248].
- Michel de Trétaigne, Restauration, baron en 1828, Bourbonnais.
- Michon-Coster, Restauration, anobli en 1827, baron en 1870 sur réversion d'un titre de 1827, Champagne (Ardennes).
- Michon du Marais, Second Empire, baron en 1869, Forez (Roanne).
- Mieulle et - d'Estornez d'Angosse (de), Restauration, anobli en 1816, Provence (Sisteron), Anjou.
- Miorcec de Kerdanet, Restauration, anobli en 1814, Bretagne (Finistère)[249].
- Monceau de Bergendal (du), Empire, comte en 1810, confirmé en 1820, Bruxelles.
- Monchy (de), chevalier d'Empire en 1808, confirmé en 1814, anobli par nouvelles lettres du 10 juillet 1824[250], Ile-de-France (Compiègne).
- Moncuit de Boiscuillé (de), Empire, baron en 1813, confirmé en 1820, Normandie (Saint-Lô)[251].
- Monicault (de), Restauration, anobli en 1816, Berry, Lyonnais.
- Montagnac (de), Second Empire, baron en 1869, Dauphiné, Lorraine.
- Montbrun (de), Empire, comte en 1809, Languedoc (Aude).
- Morand, Empire, comte en 1808, Franche-Comté[252].
- Moreau de Lizoreux, Restauration, anobli en 1819, Bretagne.
- Mortillet (de), Restauration, anobli en 1825, Dauphiné.
- Mougins-Roquefort (de), Restauration, anobli en 1822, Provence.
- Mourre, Empire, baron en 1810, confirmé en 1828, Provence.
- Murat, Empire, prince en 1805, roi de Naples en 1808, Quercy[253].

### N
- Neverlée (de), noblesse belge, baron le 14 janvier 1863[254], Namur, Picardie.
- Nicollon des Abbayes, Restauration, anobli en 1819, Poitou[255]
- Nielly, Restauration, baron 1815, Bretagne (Finistère)[256].
- Nogaret (de), baron d'Empire 1810, Quercy, Rouergue[257].
- Noury, Restauration, baron en 1822, Bretagne[258].

### O
- Oudet, Empire, baron en 1811, Franche-Comté, Saintonge[259].

### P
- Panon Desbassayns de Richemont, Restauration, baron en 1815, comte en 1827, Provence, Toulon, La Réunion (île Bourbon)[260].
- Parent, Restauration, anobli en 1818, Champagne (Givet).
- Paultre de Lamotte, Empire, baron d'Empire par L.P. du 15 octobre 1809[261], vicomte en 1845 (sur réversion d'un titre de 1823) sous la monarchie de Juillet, Gien en Orléanais.
- Pelleport-Burète (de), Empire, baron en 1811, vicomte en 1823, Languedoc, Bordelais.
- Pernot du Breuil, Restauration, anobli en 1819, Franche-Comté.
- Petiet, Empire, L.P. du 12 novembre 1811 conférant le titre héréditaire de baron d'Empire[262], Saulles en Champagne, Châtillon-sur-Seine en Bourgogne[263].
- Petit de Beauverger, Empire, baron par L.P. du 6 août 1811[264], Aignay-le-Duc en Bourgogne. (Famille éteinte en ligne masculine).
- Pieyre et Pieyre de Mandiargues, Empire, baron en 1810, confirmé en 1815, Languedoc.
- Pinoteau, baron d'Empire en 1815 sans lettres patentes, titre confirmé par lettres patentes du 2 janvier 1869 sous le Second Empire[265], Angoumois.
- Plessis de Pouzilhac (du) alias Duplessis de Pouzilhac, Restauration, baron en 1818[266]
- Pocquet de La Mardelle, Restauration, anobli en 1823, Berry. (Famille éteinte en ligne masculine)[267].
- Portalis, chevalier d'Empire en 1808, comte en 1809[268], Provence.
- Pougeard du Limbert, Empire, baron en 1810, confirmé en 1817[269], Angoumois.
- Pourailly, Second Empire, baron en 1865, Béarn.
- Préaudeau (de), Restauration, L.P. du 3 août 1816[270], Auxerrois et Bretagne. Une branche éteinte avait été anoblie par charge de secrétaire du roi en 1724.
- Préval (de), Empire, baron en 1808, vicomte en 1818, Franche-Comté.
- Prudhomme de La Boussinière (de), Restauration, pour la branche aînée qui a été anoblie en 1825 par le roi Charles X[271], Maine

### R
- Rabusson Corvisart, baron d'Empire 1813, Bourbonnais.
- Raguenel de Montmorel (de), Restauration, anobli (maintenue) en 1819 sous la seconde Restauration[272].
- Ramel (de), Restauration, anobli en 1819, Languedoc.
- Ramolino de Coll'Alto, Second Empire, comte 1870, Corse[273].
- Rancourt de Mimérand (de), anobli en 1826, Berry.
- Rebel (de), Restauration, baron en 1818, Guyenne [274].
- Regnard de Lagny, Empire, baron en 1814 (confirmé en 1816), Île-de-France (La-Ferté-sous-Jouarre)[275].
- Regnouf de Vains, Restauration, anobli en 1816, Normandie.
- Reille, comte d'Empire 1808, pair de France 1815, baron-pair 1820, (Reille-Soult de Dalmatie pour une branche), Provence.
- Renty (de), Restauration, baron en 1828, Flandre.
- Rioust des Villes-Audrains de Largentaye, Restauration 1816, Bretagne
- Robillard de Magnanville, Empire, baron sur institution de majorat par L.P. du 22 octobre 1810[276], confirmé par L.P. du 14 décembre 1822, Flandre.
- Robinet de Cléry, Restauration, anobli en 1823, Lorraine.
- Rocher de La Baume Dupuy-Montbrun, Second Empire, comte en 1868, Dupuy-Montbrun par décret de 1866, Vivarais[277].
- Roederer, comte de l'Empire par L.P. du 21 décembre 1808[278], Lorraine (Metz). (dispence de marc d'or en 1780)
- Ronseray (de), Restauration, baron en 1818, Bretagne, Saint-Domingue[279].
- Rossard de Mianville, Restauration, anobli en 1819, Orléanais.
- Roullet de La Bouillerie, branche aînée : Empire, baron en 1810 ; branche cadette : Restauration, anobli en 1816 ; Maine.
- Ruinart de Brimont (conseiller secrétaire du roi 1777-1790), lettres de noblesse 1817, vicomte héréditaire 1827
- Ruty, Empire, baron en 1808, comte en 1813, Franche-Comté[280].

### S
- Sabbathier de Lafontan (de), Restauration anobli en 1825, Gascogne[281]
- Saint Vincent (de) - et de Brassac, Restauration, baron en 1818, Languedoc.
- Salles de Hys (de), Second Empire, baron en 1862, Bigorre.
- Sallé de Chou, ou Sallé, Empire, baron de l'Empire 1810, Berry (Bourges)
- Saltet de Sablets d'Estières, Restauration, anobli en 1817, Gévaudan[282].
- Salvaing de Boissieu, Restauration, baron héréditaire en 1821, Dauphiné.
- Salviac de Vielcastel (de), (maintenue noble en 1666), Empire, baron en 1810.
- Sarrut, Empire, baron en 1814, Foix[283].
- Saulnier d'Anchald, Restauration, anobli en 1816, vicomte en 1828, Auvergne[284]
- Sautereau du Part, Empire, baron en 1813, confirmé en 1818, Nivernais.
- Schmitz, Empire, baron en 1814[285], confirmé en 1868, Lorraine.
- Scitivaux de Greische (de), Restauration, anobli par L.P. du 29 juin 1819 avec règlement d'armoiries[286], Lorraine.
- Séré (de), Restauration, anobli en 1815, comté de Foix.
- Sers, Empire, comte en 1808, Languedoc (Albigeois)[287].
- Sèze (de), Restauration, Pairie instaurée sous le titre de comte en 1817 pour la branche de Raymond de Sèze, démission en 1830, inscription au registre du sceau 1869[288] (titre sans noblesse attachée). Guyenne
- Silvestre de Sacy, (charge inachevée au XVIIIe siècle), chevalier d'Empire en 1809, baron en 1813, Île-de-France.
- Siméon, Empire 1808, comte en 1818, Provence.
- Simon de La Mortière, Empire 1808, confirmé en 1821, Île-de-France.
- Siriez de Longeville, Restauration, anobli en 1816, Boulonnais.
- Sonier de Lubac, Restauration, anobli en 1829, Vivarais[289]: (Famille éteinte en ligne masculine).
- Stabenrath (de), Empire, baron en 1808, confirmé en 1816, Silésie, Normandie.
- Stadieu (de), Restauration, anobli en 1816, Aude[290].
- Suarès d'Almeyda (de), Restauration, r.n.f. maintenue 1814, Portugal, Languedoc[291]
- Suchet d'Albufera, Empire, comte en 1808, duc d'Albufera en 1813[292], Lyonnais.
- Suisse de Sainte Claire, chevalier d'Empire en 1810, baron en 1814, Lorraine.
- Surville (de), Restauration, anobli en 1816, Languedoc[293].
- Susbielle (de), Restauration, baron en 1822, Île-de-France, Trinidad[294].

### T
- Tarbé de Saint-Hardouin, chevalier d'Empire en 1810, confirmé en 1816, Sénonais (Sens).
- Teillard d'Eyry (olim Teillard de Chabrier)[295], Teilhard de Chardin[296], et Teillard de Rancilhac de Chazelles[297], Restauration, anobli en 1816[298], Auvergne (Cantal)[299].
- Terrien de La Haye, Restauration, anobli en 1820[300], Bretagne (Nantes).
- Testot-Ferry, Empire, baron en 1814 (lettres patentes de confirmation par Louis XVIII en 1815), Bourgogne.
- Thénard, Restauration, baron en 1825, Bourgogne.
- Thévenard (de), Empire, comte en 1810, Bretagne[301].
- Thomas des Essarts, Restauration, anobli en 1815, Bretagne[302]
- Tiersonnier, Restauration, anobli en 1822, Bourbonnais.
- Touttée, Restauration, anobli en 1817, Auvergne.
- Treilhard, Empire, comte en 1808, Brive, Paris[303].
- Trinquelague-Dions (de), Second Empire, baron en 1860, Gard[304].
- Turgy (de), Restauration, anobli en 1814, Ile-de-France[305].

### U
- Ursel (d'), comte d'Empire le 16 décembre 1810, Brabant[306],[307] (famille noble en Belgique).
- Uston de Villeréglan (d'), olim Duston, baron Duston de Villeréglan et de l'Empire (1813), baron héréditaire 1816, Languedoc (Limoux)[308],[309].
- Utruy (d'), olim Dutruy, Empire, baron en 1809, confirmé en 1863, Guyenne[310].

### V
- Vaulx (de), Restauration, anobli par lettres patentes du 11 septembre 1820, Montaigu-le-Blin, Bourbonnais.
- Védrines (de), Restauration, anobli par lettres patentes du 21 août 1828, Monflanquin, Agenais.
- Verneilh-Puyraseau (de), Empire, chevalier d'Empire par lettres patentes du 14 août 1813, Restauration, baron par lettres patentes du 5 août 1814, Limousin.
- Verdilhac (de), Restauration, anobli par lettres patentes du 6 décembre 1826, Bellac, Limousin[311].
- Vialet de Montbel, comte par lettres patentes du 18 janvier 1829[312], Saint-Pierre-de-Soucy en Savoie[313].
- Viard, baron d'Empire le 25 décembre 1813, Pont-à-Mousson, Lorraine[314]
- Vimal du Monteil et- Vimal-Teyras ou de Teyras, Restauration, anobli par lettres patentes du 16 décembre 1815, Ambert, Auvergne.
- Vincens de Mauléon de Causans (de), Restauration, baron par lettres patentes du 10 juin 1828 et 15 avril 1829, Principauté d'Orange. (noblesse d'Ancien Régime)
- Vuillefroy de Silly (de), Restauration, anobli par lettres patentes le 4 novembre 1815, Soissonais, Bretagne[315],[316].

### W
- Walckenaer, Restauration, baron 1823[317], Paris.

## Processus incomplets d’octroi de titres auXIXesiècle
Il s'agit de titres dont la procédure d'attribution n'a pas été entièrement accomplie (de la création jusqu'au retrait des lettres patentes par le récipiendaire), soit parce que le souverain qui l'a accordé a été renversé avant l'achèvement de la procédure, soit parce que le titulaire n'a pas accompli toutes les formalités requises pour valider la régularité du titre.
- Barrès-Combas (de), Restauration, vicomte héréditaire par ordonnance du 20 juin 1816[318], lettres patentes non retirées, Languedoc (Biterrois) (famille éteinte en ligne masculine en 1936).
- Barte de Sainte-Fare (olim Barte), baron par ordonnance du 22 juillet 1821, non suivi de lettres patentes, Metz[319]
- Bontemps, Empire, baron par décret d'août 1809, lettres patentes non retirées, Saumur, Anjou[320].
- Carnot, Empire (Cent-Jours), comte par décret du 20 mars 1815 lors de sa nomination comme ministre de l'intérieur[321], n'a pas retiré ses lettres patentes[322], lettres patentes non délivrées et absence de majorat[323], Bourgogne.
- Duhesme, Empire, comte par décret du 21 février 1814 non suivi de lettres patentes[324]
- Fressinet de Bellanger (olim Fressinet), Empire, baron par décret du 21 juin 1813, non suivi de lettres patentes, Charolais[325]
- Guichard, chevalier d'Empire, baron par décret du 19 mars 1808, lettres patentes non délivrées[326],[327], Champagne.
- La Rochefoucauld (de), Second Empire, duc d'Estissac en 1840 par ordonnance du 2 juillet 1840, non suivi de lettres patentes[328], Angoumois.
- Le Poittevin de La Croix-Vaubois, addition du nom de Vaubois par ordonnance royale le 12 août 1829. Titre de comte sur réversion du titre conféré au général Belgrand de Vaubois par lettres du 20 août 1808, le 17 avril 1869. Ce titre fit bien l’objet d’une décision du Conseil du Sceau du 1er août 1870 mais ne put être régularisé[329], Normandie, Guyenne (Agenais).
- Ordioni, Empire, baron par décret du 11 juin 1815, non suivi de lettres patentes, Corse[330].
- Papin, Restauration, baron héréditaire par ordonnance du 17 août 1822, non suivie de lettre patente ni d'octroi d'armoiries, Guadeloupe/Bordelais[331].
- Soucanye de Landevoisin, Restauration, baron par ordonnance du 2 mars 1816, titre non régularisé ensuite[332], Auvillers, Oise.